# Birog
Nella mitologia irlandese, Birog era una druida che aiutò Cian a scalare la torre di cristallo dove Balor aveva imprigionato la figlia Ethniu. Quando costei diede alla luce Lugh, il risultato della visita di Cian, Balor lanciò il bambino nell'oceano. Birog lo salvò e lo diede a Manannan mac Lir perché lo crescesse. In alcune zone dell'Irlanda, Birog appare come un grifone.